# Molophilus (Molophilus) carpishensis
Molophilus (Molophilus) carpishensis is een tweevleugelige uit de familie steltmuggen (Limoniidae). De soort komt voor in het Neotropisch gebied.